# Брачные игры земных обитателей
«Брачные игры земных обитателей» (англ. The Mating Habits  of the Earthbound Human) — комедия режиссёра и сценариста Джеффа Абугова, снятая в 1999 году в жанре псевдодокументального кино. Все события, происходящие с главными героями, комментируются от лица инопланетянина, который даёт им абсурдные объяснения, чем и достигается комический эффект.

## Сюжет
В самом начале фильма рассказчик объясняет, что ни у какого другого существа во всей вселенной нет такого сложного, извращенного и трагически красивого ритуала спаривания, как у земного человека. Мы видим Билли (Маккензи Астин), который идёт в ночной клуб. После осмотра бара для поиска «подходящего партнёра», он замечает девушку (Кармен Электра) на танцполе. Она ему очень нравится, но когда он подходит, чтобы познакомиться, то из-за сильного шума в клубе ему приходится объясняться жестами, которые оскорбляют девушку. Однако чуть позже тем же вечером судьба даёт Билли второй шанс, и он не упускает его. Он знакомится с Дженни, они разговаривают и смеются, она знакомит Билли со своими подругами (одну из них играет Люси Лью), и в конце концов дает ему свой телефон, однако он его теряет, забыв заветный листок бумаги в кармане пиджака, отданного в химчистку.
После обзвона всех Дженни Смит из телефонной книги Лос-Анджелеса, Билли всё-таки находит её и они снова встречаются. Мы наблюдаем, как развиваются их отношения во время первых свиданий. Когда же наконец они занимаются любовью, мы переключаемся на сцену, где видим дюжину парней в белых трико на беговой дорожке. Эти бегуны символизируют сперматозоиды Билли. Дан старт, и они бегут к цели. Но поскольку Билли надевает презерватив, они врезаются в барьер, блокирующий им путь к яйцеклетке Дженни. По ходу фильма мы видим этих спринтеров в белом ещё много раз. В конечном счете Дженни уговаривает Билли сдать анализ на СПИД, и после получения отрицательных результатов презервативы уступают место спермицидам, и теперь бегунов расстреливает из автомата грозный Сперминатор.
Ситуация осложняется, когда парочка решает провести выходные вдали от цивилизации, и Дженни забывает взять своё противозачаточное средство. После посещения единственного находящегося поблизости магазина, не найдя там презервативов, они решают рискнуть. В итоге Дженни беременна — один из бегунов в белом всё-таки добрался до цели. Дженни сообщает Билли эту новость, и происходит ссора, поскольку он обвиняет её в попытке заманить его в ловушку. Они оба получают дурные советы от своих друзей, и Дженни решает пойти в клинику и сделать аборт. Билли, опомнившись, мчится туда, чтобы остановить её. В клинике он признается ей в любви и делает предложение. Билли и Дженни женятся, и прямо со свадьбы им приходится ехать в роддом, где и появляется на свет их ребёнок.

## В ролях
- Дэвид Хайд Пирс — рассказчик (озвучивание)
- Маккензи Астин — мужчина (Билли)
- Кармен Электра — женщина (Дженни Смит)
- Маркус Редмонд — друг мужчины
- Люси Лью — подруга женщины (Лидия)
- Лиза Ротонди — подруга женщины (Лана)
- Шэрон Уайт — мать мужчины
- Джек Келлер — отец мужчины
- Лео Росси — отец женщины
- Антонетт Сафтлер — мать женщины
- Марк Блукас — бывший парень женщины
- Энн Джии Бёрд — начальница женщины
- Эрик Кашник — брат женщины
- Линда Портер — старая мудрая женщина
- Тайлер Абугов — воображаемый сын женщины
- Линн Энн Леверидж — медсестра
- Адам Абугов — мужчина в детстве
- Билли Мортс — друг бывшего парня женщины
- Ноа Бридон — младенец